# Ramsen (Rhénanie-Palatinat)
Pour les articles homonymes, voir Ramsen.
Ramsen est une municipalité allemande située dans le land de Rhénanie-Palatinat et l'arrondissement du Mont-Tonnerre.